# Hipposideros turpis
O  'morcego nariz-de-folha pequeno'  ou  'morcego-de-folha redonda'  ( Hipposideros turpis ) é uma espécie de morcego da família Hipposideridae. Pode ser encontrada no Japão. O seu habitat natural são florestas temperadas. Está ameaçado por perda de habitat.

## Subespécies
- H. t. turpis :  Japão, nas 4 ilhas Iriomote, Ishigaki, Yonaguni e Hateruma.[1]